# Tatros (folyó)
A Tatros (románul: Trotuș) a Szeret egyik nagy jobb oldali mellékfolyója.

## Neve
Neve magyarul „Tatáros”-t jelent.

## Földrajza

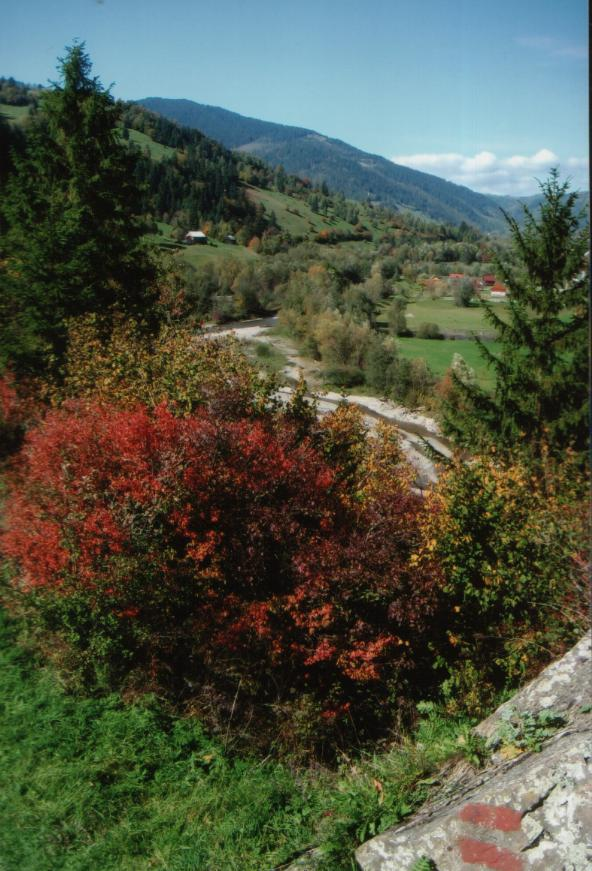
Gyimes és a Tatros folyó

A Csiki-hegységben, a Szellő-hegy északnyugati lejtőjén ered, innen észak felé folyva, és útközben több kisebb patakot is magába gyűjtve Gyimesközéplok és Gyimesbükk között a Hidegség-patakkal egyesülve átfolyik a Gyimesi-szoroson, s délkeleti irányba kanyarodva fut át Moldvába. A Nemere- és a Berzeneci-hegységet elválasztó völgyben halad, majd Kárpátokat elhagyva a Bákói-dombságtól délre folyik, végül Egyedhalma után a Călimănești-víztározóban egyesül a Szerettel.

## Települések a folyó mentén
(Nem teljes lista.)
- Hargita megye: Bükklok, Sántatelek, Komjátpataka, Gyimesfelsőlok, Nyíresalja, Borospataka, Antalokpataka, Gyimesközéplok.
- Bákó megye: Gyimesbükk, Gyepece, Gyimespalánka, Kökényes, Bruszturósza, Ágas, Aszó, Kománfalva, Dormánfalva, Doftána, Aknavásár, Tatros, Ónfalva, Szárazpatak, Kájuc, Coțofănești, Urechești.
- Vrancea megye: Ruginești, Egyedhalma, Pufești.

## Története
Nevét 1466-ban említette először oklevél. 2005-ben a Tatros-völgyi árvízben legalább 30-an meghaltak, 2500 ház pedig összedőlt.